# Toby Perry
Pour les articles homonymes, voir Perry.
Tobias "Toby" Perry, né le 10 mars 2000 à Ashford en Angleterre, est un coureur cycliste britannique.

## Biographie
Toby Perry est originaire d'Ashford en Angleterre. Alors qu'il n'aime pas ce sport et préfèrerait faire du rugby, sa mère, qui s'est mise au vélo, l'inscrit pour une compétition de cyclo-cross sans lui demander son avis, alors qu'il est âgé de seize ans. Après des débuts timides, il commence finalement à apprécier le cyclisme et envisage une carrière dans cette discipline. Il se tourne ensuite vers les courses sur route,.
En 2019, il intègre l'équipe belge Goma Dakwerken-VDB Steenhouwerij pour ses débuts espoirs (moins de 23 ans). L'année suivante, il rejoint le club espagnol La Tova. Il déménage à cette occasion dans le Nord-Ouest de l'Espagne à Huesca, où se situe le siège de sa nouvelle formation. Décrit comme un coureur polyvalent, il se distingue lors de la saison 2021 en obtenant six victoires chez les amateurs espagnols. Il remporte également la dernière étape du Tour du Piémont pyrénéen, inscrit au calendrier national français. 
Grâce à ses bons résultats, il est recruté en 2022 par l'équipe continentale américaine Hagens Berman Axeon, qui cherche à aider de jeunes talents à passer professionnel. Sa dernière année espoirs est cependant perturbée par une lourde chute ainsi qu'une contraction au Covid au printemps. Il parvient toutefois à terminer septième d'une étape du Triptyque des Monts et Châteaux ou encore onzième du Flanders Tomorrow Tour. Au mois de septembre, il représente la Grande-Bretagne lors des premiers championnats du monde de gravel en Vénétie et prend la 33e place.
En 2023, il court pendant une saison pour l'équipe EF Education-Nippo Development. En octobre 2024, il décroche le meilleur résultat de sa carrière avec une médaille d'argent du championnat d'Europe de gravel derrière le Tchèque Martin Stošek.

## Palmarès sur route
- 2021
  - Mémorial Zunzarren
  - Gran Premi Vila-real
  - Tour d'Alicante :
    - Classement général
    - 1re étape

  - 2e épreuve de la Challenge B-Guara
  - 4e étape du Tour du Piémont pyrénéen
  - Carrera Social Fiestas de Barbastro
  - 2e du Trofeu Joan Escolà

## Palmarès en gravel
- 2024
  -  Médaillé d'argent du championnat d'Europe de gravel